# Nicolas Pierre Jean Lhernould
Nicolas Pierre Jean Lhernould (Courbevoie, 23 de março de 1975) é um prelado francês da Igreja Católica com atuação na Argélia e Tunísia, atual arcebispo de Túnis.

## Biografia
Após os estudos secundários obteve, em 1995, a licenciatura em sociologia pela Universidade Paris Nanterre, em 1996, o mestrado em econometria e, em 1997, a qualificação em ciências sociais. Em 1999, ingressou no Pontifício Seminário Francês em nome da diocese de Túnis.
Concluídos os estudos teológicos, obteve, em 2003, o bacharelado canônico em teologia pela Pontifícia Universidade Gregoriana e, em 2006, a licenciatura em ciências patrísticas e teologia pelo Instituto Patrístico Augustinianum de Roma, com um trabalho sobre as homilias de São Fulgêncio de Ruspe.
Em 22 de maio de 2004 recebeu a ordenação presbiteral em Túnis, sendo incardinado na diocese de Túnis. De regresso à Sé, foi pároco de Susa, Monastir e Mádia de 2005 a 2012. De 2012 a 2019, foi pároco de Sainte-Jeanne d'Arc em Túnis, e vigário-geral, além disso, de 2009 a 2014, foi presidente da Associação do “Centro de Estudos de Cartago”.
É fluente, além do francês nativo, em italiano, inglês, alemão, árabe tunisino, espanhol e português.
Em 9 de dezembro de 2019, o Papa Francisco o nomeou bispo de Constantino, na Argélia. Recebeu a ordenação episcopal em 8 de fevereiro de 2020 na Catedral de São Vicente de Paulo de Túnis, do cardeal Cristóbal López Romero, S.D.B., arcebispo de Rabat, coadjuvado por Paul Jacques Marie Desfarges, S.J., arcebispo de Argel e seu antecessor, e por George Bugeja, O.F.M., vigário apostólico de Trípoli.
Em fevereiro de 2022, foi eleito vice-presidente da Conferência Episcopal Regional do Norte de África, para um mandato de três anos.
Em 4 de abril de 2024, foi promovido a arcebispo de Túnis. Fez sua entrada solene em 8 de junho do mesmo ano. Permaneceu como Administrador Apostólico de Constantino(-Hipona).